# Bob Dylan World Tour 1966
El Bob Dylan World Tour 1966 fue un gira de conciertos emprendida por el músico estadounidense Bob Dylan, entre febrero y mayo de 1966. Esta gira fue notable como el primer tour -en realidad, una continuación de su gira de 1965 por Estados Unidos- en el que Dylan empleó una banda eléctrica de apoyo, después de su actuación "eléctrica" en 1965 en el Newport Folk Festival. Los músicos que Dylan empleaba como su banda de acompañamiento eran conocidos como The Hawks, aunque posteriormente se hicieron famosos como The Band. La gira de 1966 fue filmada por el director D. A. Pennebaker. Las grabaciones de Pennebaker fueron editadas por Dylan y Howard Alk para producir el filme Eat the Document, una anárquica cuenta de la gira. El batería Mickey Jones también filmó el tour con un cámara de 8mm. Muchos de los conciertos de la gira de 1966 fueron grabados por Columbia Records. Estas grabaciones produjeron un álbum oficial, el llamado concierto del "Royal Albert Hall", y también muchas grabaciones piratas de la gira.
Tras la gira, la actividad de Dylan se vio interrumpida por el accidente de motocicleta en la tarde del viernes 29 de julio de 1966, que obligó a Dylan a permanecer hospitalizado y a una larga convalecencia posterior. Tras retirarse a Woodstock, Dylan se abstendría de realizar una gran gira hasta 1974.